# 太宰治賞
太宰治賞（だざいおさむしょう）は、三鷹市と筑摩書房が共同で主催する公募新人文学賞である。
第1回から第14回までは筑摩書房のみで行っていたが業績悪化に伴い休止、太宰治没50年の1999年より現在の形となり、年1回発表されている。受賞は選考委員の合議によって決定され、受賞者には正賞として記念品、副賞として100万円（2008年実績）が授与される。
選考委員は津村記久子・荒川洋治・奥泉光・中島京子の4名。締め切りは12月10日。
第9回までの受賞作は筑摩書房の総合雑誌『展望』に掲載されていたが、現在は毎年刊行される同社のムック本に掲載される。また、最終候補作も選考と共に全文掲載される。
純文学系の公募している新人賞には他に、文學界新人賞、群像新人文学賞、新潮新人賞、すばる文学賞、文藝賞などがある。

## 受賞作一覧
年は受賞作の発表の年。特記がなければ、初刊は筑摩書房、文庫はちくま文庫刊。

### 第1回から第14回まで（筑摩書房主催）
| 回（年）         | 応募総数 | 賞         | 受賞・候補作                    | 著者       | 初刊                  | 文庫化         |
| ---------------- | -------- | ---------- | ------------------------------- | ---------- | --------------------- | -------------- |
| 第1回（1965年）  | 638編    | 受賞作なし | 受賞作なし                      | 受賞作なし | 受賞作なし            | 受賞作なし     |
| 第1回（1965年）  | 638編    | 候補       | 「寒い夏 一九六二年の想い出に」 | 熊田真記   |                       |                |
| 第1回（1965年）  | 638編    | 候補       | 「神話」                        | 野淵敏     |                       |                |
| 第2回（1966年）  | 496編    | 受賞       | 「星への旅」                    | 吉村昭     | 1966年8月             | 1974年2月      |
| 第2回（1966年）  | 496編    | 候補       | 「フランドルの冬」              | 加賀乙彦   | 1967年8月             | 1972年1月      |
| 第3回（1967年）  | 371編    | 受賞       | 「青幻記」                      | 一色次郎   | 1967年8月             | 1974年3月      |
| 第3回（1967年）  | 371編    | 候補       | 「愛の生活」                    | 金井美恵子 | 1968年8月             | 1973年11月     |
| 第4回（1968年）  | 422編    | 受賞       | 「月の道化者」                  | 三浦浩樹   |                       |                |
| 第5回（1969年）  | 374編    | 受賞       | 「清経入水」                    | 秦恒平     | 1970年5月             | 1976年12月     |
| 第6回（1970年）  | 348編    | 受賞       | 「背後の時間」                  | 海堂昌之   | 1971年6月             |                |
| 第7回（1971年）  | 348編    | 受賞       | 「流刑地にて」                  | 三神真彦   | 1972年4月             |                |
| 第8回（1972年）  | 305編    | 受賞作なし | 受賞作なし                      | 受賞作なし | 受賞作なし            | 受賞作なし     |
| 第9回（1973年）  | 170編    | 受賞       | 「櫂」                          | 宮尾登美子 | 1973年12月・1974年3月 | 1978年4月・5月 |
| 第10回（1974年） | 237編    | 受賞       | 「谷間の生霊たち」              | 朝海さち子 | 1975年10月            |                |
| 第10回（1974年） | 237編    | 佳作       | 「ついの栖」                    | 今村実     | 1982年8月             |                |
| 第11回（1975年） | 285編    | 受賞       | 「花捨て」                      | 不二今日子 | 1977年6月             |                |
| 第12回（1976年） | 293編    | 受賞       | 「越後瞽女唄冬の旅」            | 村山富士子 | 1977年6月             |                |
| 第12回（1976年） | 293編    | 優秀作     | 「私的調書」                    | 田中水四門 |                       |                |
| 第13回（1977年） | 272編    | 受賞       | 「泥の河」                      | 宮本輝     | 1978年2月             | 1980年2月      |
| 第13回（1977年） | 272編    | 優秀作     | 「夜よ 天使を受胎せよ」         | 山口泉     |                       |                |
| 第14回（1978年） | 401編    | 受賞       | 「電車ごっこ停戦」              | 福本武久   | 1978年12月            |                |
| 第14回（1978年） | 401編    | 優秀作     | 「あしたのジョーは死んだのか」  | 朝稲日出夫 | 1978年12月            | 1988年1月      |

### 第15回から（筑摩書房・三鷹市共同主催）
| 回（年）         | 応募総数 | 賞   | 受賞・候補作                              | 著者         | 初刊       | 文庫化    |
| ---------------- | -------- | ---- | ----------------------------------------- | ------------ | ---------- | --------- |
| 第15回（1999年） | 1623編   | 受賞 | 「最後の歌を越えて」                      | 冴桐由       | 2000年5月  |           |
| 第16回（2000年） | 545編    | 受賞 | 「多輝子ちゃん 一個の流れ星の夜のために」 | 辻内智貴     | 2001年5月  | 2004年1月 |
| 第17回（2001年） | 934編    | 受賞 | 「一滴の嵐」                              | 小島小陸     | 2002年5月  |           |
| 第18回（2002年） | 809編    | 受賞 | 「緊縛」                                  | 小川内初枝   | 2002年10月 | 2007年6月 |
| 第19回（2003年） | 863編    | 受賞 | 「たゆたふ蝋燭」                          | 小林ゆり     | 2004年2月  |           |
| 第20回（2004年） | 962編    | 受賞 | 「指の音楽」                              | 志賀泉       | 2004年10月 |           |
| 第21回（2005年） | 927編    | 受賞 | 「マンイーター」                          | 津村記久子   | 2005年11月 | 2009年5月 |
| 第21回（2005年） | 927編    | 受賞 | 「刺繍」                                  | 川本晶子     | 2005年11月 |           |
| 第22回（2006年） | 1030編   | 受賞 | 「峠の春は」                              | 栗林佐知     | 2007年1月  |           |
| 第23回（2007年） | 774編    | 受賞 | 「mit Tuba（ミット・チューバ）」          | 瀬川深       | 2008年3月  |           |
| 第24回（2008年） | 1090編   | 受賞 | 「ロミオとインディアナ」                  | 永瀬直矢     | 2009年3月  |           |
| 第25回（2009年） | 1249編   | 受賞 | 「だむかん」                              | 柄澤昌幸     | 2009年12月 |           |
| 第26回（2010年） | 1412編   | 受賞 | 「あたらしい娘」                          | 今村夏子     | 2011年1月  | 2014年6月 |
| 第27回（2011年） | 1271編   | 受賞 | 「会えなかった人」                        | 由井鮎彦     | 2011年12月 |           |
| 第28回（2012年） | 1212編   | 受賞 | 「うつぶし」                              | 隼見果奈     | 2012年12月 |           |
| 第29回（2013年） | 1378編   | 受賞 | 「さようなら、オレンジ」                  | 岩城けい     | 2013年8月  | 2015年9月 |
| 第30回（2014年） | 1149編   | 受賞 | 「コンとアンジ」                          | 井鯉こま     | 2014年11月 |           |
| 第31回（2015年） | 1251編   | 受賞 | 「変わらざる喜び」                        | 伊藤朱里     | 2015年11月 | 2022年9月 |
| 第32回（2016年） | 1473編   | 受賞 | 「楽園」                                  | 夜釣十六     | 2017年4月  |           |
| 第33回（2017年） | 1326編   | 受賞 | 「タンゴ・イン・ザ・ダーク」              | サクラ・ヒロ | 2017年11月 |           |
| 第34回（2018年） | 1312編   | 受賞 | 「リトルガールズ」                        | 錦見映理子   | 2018年11月 |           |
| 第35回（2019年） | 1201編   | 受賞 | 「色彩」                                  | 阿佐元明     | 2019年9月  |           |
| 第36回（2020年） | 1440編   | 受賞 | 「空芯手帳」                              | 八木詠美     | 2020年11月 | 2023年3月 |
| 第37回（2021年） | 1548編   | 受賞 | 「birth」                                 | 山家望       | 2021年11月 |           |
| 第38回（2022年） | 1478編   | 受賞 | 「棕櫚を燃やす」                          | 野々井透     | 2023年3月  |           |
| 第39回（2023年） | 1246編   | 受賞 | 「自分以外全員他人」                      | 西村亨       | 2023年11月 |           |
| 第40回（2024年） | 1405編   | 受賞 | 「メメントラブドール」                    | 市街地ギャオ | 2024年10月 |           |
| 第41回（2025年） | 1478編   | 受賞 | 「フェイスウォッシュ・ネクロマンシー」    | 前田知子     |            |           |

## 選考委員
- 第1回 - 石川淳、井伏鱒二、臼井吉見、唐木順三、河上徹太郎
- 第7回 - 臼井、唐木、河上、寺田透、中村光夫、吉行淳之介
- 第10回 - 井上光晴、臼井、柴田翔、中村、埴谷雄高、吉行
- 第13回 - 井上光晴、臼井、柴田、埴谷、吉行
- 第14回 - 井上光晴、臼井、柴田、埴谷、吉行、野間宏
- 第15回から第19回 - 加藤典洋、柴田翔、高井有一、吉村昭
- 第20回から第24回  - 小川洋子、加藤典洋、柴田翔、高井有一
- 第25回から第30回 - 荒川洋治、小川洋子、加藤典洋、三浦しをん
- 第31回 - 荒川洋治、小川洋子、加藤典洋
- 第32回から第34回 - 荒川洋治、奥泉光、加藤典洋、中島京子
- 第35回以降 - 荒川洋治、奥泉光、津村記久子、中島京子